# 고가 (영화)
"고가"(古家)는 1978년에 개봉한 대한민국의 영화이다.

## 캐스팅
- 한인수
- 윤미라
- 최남현
- 한은진
- 문정숙
- 이순재
- 박남옥
- 김만
- 오경아
- 고설봉
- 전영주
- 이영수
- 한순화
- 김한철
- 장훈
- 조덕성
- 임성포
- 박병기
- 임생출
- 백송
- 윤일주
- 김기범
- 김수천
- 주상호
- 신찬일
- 이승렬
- 김승남
- 남성국
- 조학자
- 이정애
- 성명순
- 최연수